# Камышлов
Камышло́в — город областного подчинения в Свердловской области России, административный центр Камышловского района, в состав которого не входит. Город образует муниципальное образование Камышловский городской округ как единственный населённый пункт в составе округа.

## Этимология
Название города происходит от реки Камышловка (Камышенка), название реки происходит от тюркского слова камышлы, что переводится как «камышовая».

## Географическое положение
Камышлов расположен к востоку от Екатеринбурга, на левом берегу реки Пышмы, при впадении в неё реки Камышловки, на Западно-Сибирской равнине. Узел автомобильных дорог. Станция Свердловской железной дороги, участок Екатеринбург — Тюмень. Расстояние до Екатеринбурга — 128 километров (по автотрассе — 140 километров), до Тюмени — 183 километра. В окрестностях города, на правом берегу Пышмы, расположен ботанический природный памятник — Камышловский сосновый бор, а также бальнеологический курорт «Обуховский», где работает цех по розливу минеральной воды «Обуховская».

## История

### Слобода
В ноябре 1668 года приказчиком Пышминской слободы Семеном Мироновичем Будаковым было сообщено верхотурскому воеводе И. Я. Колтовскому, что крестьяне и казаки, перевезенные сюда в 1666—1668 годах из Ирбитской и Пышминской слобод, основали Камышевскую слободу. И по указу верхотурского воеводы, который повелевал Будакову «вверх по Пышме реке сыскать место и строить острог», в 1668 году на реке Камышловке был основан Камышловский острог. Строительство острога для «оберегания от калмыцких и башкирских воинских людей» было закончено в 1678—1679 годах. С 1687 года Камышловская слобода.
Основным занятием жителей в начале XVIII века было земледелие, а также крестьяне были приписаны к казённым заводам — Уктусскому и Каменскому.
В 1763 году через эту слободу прошёл Сибирский тракт. В городе стал возникать хлеботорговый центр Зауралья, поставляющий зерно и муку по всему Уралу. В XVIII—XIX веках действовали 3 ярмарки: Сретенская — с 1 по 9 февраля, Тихоновская — с 13 по 20 июня, Покровская — с 26 сентября по 1 октября. На ярмарках торговали купцы из Тобольска, Тюмени, Кунгура, Нижнего Новгорода и Оренбурга. Были построены каменные торговые ряды, товарные склады и хранилища. Основным товаром было зерно, отправляемое в Ирбитскую слободу, затем по реке Нице и далее по Туре и Тоболу зерно поступало в Тобольск. Слобода являлась поставщиком соколов для царского двора.
В 1773—1775 годах слобода и все прилегающие к ней населённые пункты были охвачены восстанием Пугачёва.

### Уездный город
В 1781 году город стал уездным Пермского наместничества. В городе начали работать мукомольные мельницы, кузницы, салотопенный, винокуренный (в 1883 году), кожевенный (в 1858 году), кирпичный заводы, а также кустарные промыслы — гончарный, столярный, портняжный, сапожный, шерстобитный. Был развит извоз по Сибирскому, Ирбитскому и Шадринскому трактам, развивалось коневодство.
В декабре 1885 года было открыто движение по Транссибирской железной дороге, было построено здание вокзала. В 1871 году была открыта женская гимназия, в 1907 году — мужская прогимназия, в 1888 году — духовное училище, в 1899 году городское училище, а также работали две церковноприходские школы.

### Годы советской власти
В июле 1918 года Камышлов был занят силами Сибирской армии Временного сибирского правительства, в июле 1919 года — Красной Армией. Территория Камышловского уезда была охвачена Западно-Сибирским восстанием 1921.
В 1924—1934 годах районный центр Уральской области, с 1934 года — Челябинской области, с 1938 года —Свердловской области.
В годы Великой Отечественной войны камышловский диатомит (белая глина), обладающий целебными и ранозаживляющими свойствами, широко применялся при лечении раненых. В 1941 году на диатомитовый комбинат был эвакуирован из Ленинграда изоляторный завод «Пролетарий» по производству электротехнического фарфора, так был основан завод «Урализолятор».
22 февраля 1946 года Камышлов был наделён статусом города областного подчинения.
В 1960 году был основан электротехнический завод министерства путей сообщения на базе паровозного депо и мастерских сигнализации и связи, металлообрабатывающий завод, в 1967 году — клеевой завод, «Лесхозмаш» на базе механического, завод дорожных машин, в 1975 году — завод хромовых кож, птицефабрика, молочный комбинат, хлебокомбинат, в 1953 году — швейная фабрика.
1 февраля 1963 года Совет депутатов трудящихся города Камышлов передан в подчинение Свердловскому областному Совету депутатов трудящихся.

### Постсоветские годы
К 1996 году было образовано муниципальное образование город Камышлов.
С 31 декабря 2004 года город Камышлов наделён статусом городского округа. С 1 января 2006 года было утверждено наименование Камышловский городской округ.

## Достопримечательности

### Историко-краеведческий музей
Историко-краеведческий музей основан 1 мая 1920 года в каменном одноэтажном здании бывшего уездного казначейства. Основатель и первый директор музея — учитель естествознания А. А. Наумов, краевед, член УОЛЕ. Позднее музей переехал в здание церкви, но в 1950 году был закрыт как убыточное учреждение. В 1974 году музей был восстановлен в качестве народного и размещен в купеческом особняке, построенном в 1875 году по улице Свердлова, 71. В 6 залах музея представлены макеты православных храмов, клады медных и серебряных монет, имеется отдельная экспозиция о Великой Отечественной войне, в двух залах проводятся выставки.
В конце XIX - начале XX века в Камышлове жил и работал художник Иван Дмитриевич Самгин. На многочисленных пейзажах художника запечатлены Камышлов и его окрестности. Несколько картин И.Д. Самгина хранятся в Камышловском краеведческом музее.

### Покровский собор
Каменный двухэтажный Покровский собор был построен в 1821 году и получил с момента закладки указом Синода Соборный статус. Первоначально собор был шестипрестольным — по 3 престола в верхнем и нижнем храме, но с 1833 года из-за обрушения потолка богослужения не проводились. В 1858 году был перестроен в четырёхпрестольный. Нижний храм в честь Покрова Пресвятой Богородицы был освящён в 1821 году, вновь освящён 20 сентября 1877 года. Правый нижний придел во имя святых Василия Великого, Григория Богослова и Иоанна Златоуста был освящён 18 ноября 1856 года. Левый нижний придел во имя великомученицы Екатерины был освящён 29 ноября 1857 года. Верхний храм во имя святого Тихона, епископа Амафунтского был освящён 19 июня 1870 года. В 1890 году была перестроена колокольня. В 1932 году храм был закрыт, в 1990 году возвращен и вновь освящён 12 октября 1990 года.
В 1998 году был образован Свято-Покровский женский монастырь.

### Здание Князе-Михайловской домовой церкви
На средства купца М. Ф. Рожнова при детском приюте была построена каменная, однопрестольная Князе-Михайловская домовая церковь, освящённая во имя мученика князя Михаила Черниговского 9 сентября 1894 года. Церковь была закрыта в 1919 году, в здании разместилось педагогическое училище, внутри перестроена, но купола сохранились.

### Центральная районная больница
Каменная, однопрестольная Сергиевская домовая церковь при духовном училище, освящённая во имя преподобного Сергия Радонежского 5 сентября 1893 года, была закрыта в 1919 году, а позже перестроена. В здании размещается центральная районная больница.

### Другие достопримечательности
В городе сохранилась купеческая застройка XIX — начала XX веков, в том числе здание типографии, бывшей мужской гимназии, вокзал, каменные магазины и лавки, жилые дома.
Здания, связанные с жизнью в городе поэта С. П. Щипачева. Медицинское и педагогическое училище, колледж, художественная и музыкальная школы, кинотеатр, ДК, стадион, ипподром.
Вблизи завода «Урализолятор» стоит памятник расстрелянным морякам броненосца «Потемкин», которые пытались бежать во время этапирования на станции Юшала.

### Утраченные церкви
Александро-Невская церковь
Каменная, однопрестольная церковь, заложенная 10 июня 1882 года и освящённая во имя благоверного великого князя Александра Невского 17 мая 1885 года, была закрыта в 1929 году и после снесена.
Всехсвятская церковь
Деревянная, однопрестольная церковь, перенесённая в 1816—1817 годах из города в село Закамышловское (в настоящее время — в городской черте) и освящённая во имя всех святых, после перестройки в 1851—1857 годах была вновь освящена, а в 1885 году расширена. Церковь была закрыта в 1938 году, а после пожара 1943 года снесена.
Николаевская кладбищенская церковь
Каменная однопрестольная Николаевская кладбищенская церковь была освящена в 1909 году во имя святого Николая, архиепископа Мирликийского. Закрыта в 1935 году, а после снесена.

## Население
На 1 января 2025 года по численности населения город находился на 535-м месте из 1124 городов Российской Федерации.
| 1856    | 1873    | 1897    | 1913    | 1926    | 1931    | 1959    | 1967    | 1970    | 1979    |
| ------- | ------- | ------- | ------- | ------- | ------- | ------- | ------- | ------- | ------- |
| 1700    | ↗2023   | ↗8200   | ↗9000   | ↗9900   | ↗10 300 | ↗30 137 | ↗32 000 | ↘30 770 | ↗31 939 |
| 1989    | 1992    | 1996    | 1998    | 2000    | 2001    | 2002    | 2003    | 2005    | 2006    |
| ↗33 462 | ↘33 000 | ↘32 300 | ↘31 800 | ↘31 600 | ↘31 400 | ↘28 914 | ↘28 900 | ↘28 600 | ↘28 400 |
| 2007    | 2008    | 2009    | 2010    | 2011    | 2012    | 2013    | 2014    | 2015    | 2016    |
| ↘28 300 | ↗28 400 | ↘28 368 | ↘26 870 | ↗26 900 | ↗26 983 | ↘26 782 | ↘26 732 | ↘26 573 | ↘26 569 |
| 2017    | 2018    | 2019    | 2020    | 2021    | 2023    |         |         |         |         |
| ↘26 538 | ↘26 444 | ↘26 301 | ↘25 843 | ↗27 117 | ↘26 933 |         |         |         |         |

Структура
По данным переписи населения 2002 года, русские составляли 96,8 % от общего числа горожан.

## Средства массовой информации
Радиостанции
| ЧастотаМГц | Название          |
| ---------- | ----------------- |
| 100,6      | Волна FM          |
| 101,8      | Радио Шансон      |
| 102,9      | Радио Рекорд      |
| 103,4      | Реал FM           |
| 105,5      | Авторадио         |
| 106,4      | Радио России      |
| 107,9      | Канал Воскресение |

Имеются следующие СМИ: Телевидение «КамТВ», Газета «Камышловские Известия», Газета «Камышлов info».

## Предприятия
Хозяйственную деятельность в городе ведут предприятия: «Камышловский электротехнический завод» филиал ОАО «Элтеза», ООО «Камышловский завод Урализолятор», ООО «Уральская диатомитовая компания», ООО «К-777», ООО "Торговый дом «Кожевенный завод», ООО «Камышловский клеевой завод», учреждение ИЗ-63/4.